# Coprinus atramentarius
Coprinus atramentarius es un hongo de la familia Agaricaceae conocido como tapa de tinta común o sombrero manchado de tinta. Se denomina así porque al madurar, el basidioma se autodigiere y se convierte en una sopa de esporas negras (etapa delicuescente y madura). Es un hongo comestible (aunque tóxico en combinación con alcohol) que se encuentra sobre todo en los meses de otoño en América y Europa.

## Historia
Mientras que nuestro conocimiento de la reacción “coprina-alcohol” es un descubrimiento del siglo XX, la gente Yoruba de Nigeria supo esto hace años debido a que el nombre que le dan al Coprinus africanus es “Ajeimutin” (aje = comer + imu = sin beber + otin = alcohol).[cita requerida]

## Descripción
- Sombrero: de forma ovoide de 3 a 8 cm y con forma de campana. Tiene el margen acanalado que se abre ligeramente sin llegar nunca a plano. Cutícula fibrosa de color inicialmente blanco y después gris. Esta cutícula está cubierta de un polvo blanquecino que desaparece pronto quedando pequeñas escamas con surcos longitudinales en su centro de color pardo. El sombrero acaba oscureciéndose a medida que crece, deshaciéndose finalmente en un líquido negro similar a la tinta que gotea.

- Láminas: son numerosas,ventradas, apretadas, blancas en sus inicios que se vuelven negras por la maduración de las esporas convirtiéndose en tinta negra. Tienen la capacidad de absorber la humedad del aire.

- Esporas: Esporada negra y esporas con forma de elipse, lisas, negras de 7-11 x 5-6 µm con poros germinativos claros. Basidios con cuatro esporas cada uno.

- Pie: cilíndrico de 5-18 cm de altura por 1-1,5 cm de diámetro, hueco, liso, blanco, fibroso sedoso. Tiene restos del velo universal repartido por su base, donde el grosor del pie empieza a atenuarse hacia arriba en el ápice. En la base tiene pequeñas escamillas marrones.

- Carne: blanca al principio y pardo negra en la madurez, delgada frágil, con olor suave y agradable de sabor dulce.

## Ecología
Aparece frecuentemente durante la primavera y el otoño, en grupos apretados en bosques caducifolios, en la orilla de los caminos, sobre excrementos y jardines siempre que estén bien abonados o con restos de madera putrefactos, es una especie nitrófila.

## Toxinas
La sustancia responsable se denomina coprina. Esta intoxicación se denomina “síndrome copriniano” o efecto antabus por parecerse los síntomas a los provocados por la ingestión de esta sustancia anti-alcohol.
La coprina, que es una combinación del aminoácido glutamina con un derivado de la ciclopropanona, interfiere con el metabolismo oxidativo del etanol, provocando la acumulación de acetaldehído en el organismo.

## Incubación
La intoxicación se manifiesta los 30-60 minutos de ingerir las setas. Es necesario haber consumido alcohol.

## Mecanismo de intoxicación
Se trata de un síndrome acetaldehídico que aparece al consumir conjuntamente Coprinus atramentarius con alcohol. La coprina bloquea la enzima acetaldehído-deshidrogenasa, lo cual interrumpe el metabolismo del etanol en la etapa de acetaldehído. El acetaldehído causa efectos vasomotores que impactan en el sistema nervioso autónomo. Si no se consume etanol con la comida, estos hongos son comestibles.

## Síntomas
Los síntomas duran cerca de dos horas y pueden repetirse siempre que se tomen bebidas alcohólicas durante unos días.
Los síntomas típicos son: rubefacción cutánea (cara, cuello, pecho y extremidades), hipotensión, sofocos, palpitaciones, pinchazos y angustia respiratoria. Son posibles también las náuseas y vómitos, presentándose de forma variable, diarrea, sabor metálico, sudoración, arritmias cardíacas, vértigos y alteraciones visuales. En algunos casos se pueden llegar a producir lesiones hepáticas o renales. 
Los síntomas también se presentan si el alcohol fue consumido con una anterioridad de cuatro horas a la comida, o si su consumo es posterior (incluso hasta los 4 días). Los síntomas pueden ser muy leves o llegar a no producirse, según el nivel de alcohol en sangre.

## Tratamiento
Ante todo la supresión de las bebidas alcohólicas durante 4-5 días.
El cuadro clínico cede espontáneamente en 24 horas. Se toman medidas de soporte y sintomáticas, como la rehidratación. Es muy recomendable, como factor “redox”, la [[vitamina C]] a dosis altas por vía intravenosa. Por otro lado, y debido a los vómitos, no suele ser preciso el lavado gástrico.
Un eficaz antídoto para este tipo de intoxicación es el 4-metilpirazol por vía intravenosa, con una dosis de 5 mg/Kg, pudiéndose repetir si es necesario.